# Visby-klassen
Visby-klassen er Svenska marinens nye korvetklasse. Skibene i denne klasse er navngivet efter svenske byer, Og klassen er navngivet efter det første skib i klassen: HMS Visby.
Det første skib løb af stabelen den 8. juni 2000 og blev i juni 2002 leveret til det svenske forsvars materieltjeneste (Försvarets materielverk, FMV), hvor våben samt våbensystemet skulle installeres. Alle fem skibe (det sjette blev annulleret, men skulle have heddet HMS Uddevalla) var leveret til FMV i 2007
Det vakte stor international bevågenhed da man lancerede Visby-klassen på grund af den moderne Stealth teknologi der blev brugt i konstruktionen, og blev betegnet som et af verdens første deciderede stealthskibe. Designet minimerer de optiske-, infrarøde- akustiske-, hydroelektriske-, magnetiske-, tryk- samt radarsignaturer. For yderligere at reducere radarsignaturern kan løbet på 57 mm kanonen foldes sammen når det ikke er i brug. Skibenes skrog består af en PVC-kerne med et kulfiber- samt plasticlaminat. Dette materiale giver lav vægt kombineret med styrke samt en formindsket radar samt magnetisk signatur.

## Våbensystem
CETRIS-C3-kampinformationssystemet består af MAST-taktiksystemet og et integrerede kommunikationssystem. Til støtte for dette system er skibene i Visby-klassen udstyret med SaabTech CEROS 200 radar- og optronisk-ildledelsessystem der er helt integreret i kampinformationssystemet. Det danske firma Mærsk Data Defence udviklede sammen med FMV kommunikationssystemet, der udgør en højkapacitetsbrugerflade der digitalt samler både tale samt data. Systemet giver mulighed for intern kommunikation, konferenceopkald, samt eksterne forbindelser ved hjælp af radio eller landbaserede netværk.

## Bevæbning
Skibene i Visby-klasse er ikke udstyret med luftforsvarsmissiler fra værftet, men er forberedt til Rb23 BAMSEA eller Evolved Sea Sparrow. Korvetterne medbringer otte RBS15 SSM. Disse er installeret under dæk, og bliver affyret igennem specielle luger, for at opretholde effektiviteten af skibenes stealth-egenskaber. Missilernes udstødning bliver ledt væk i separate udstødningsrør.
Til antiubådskrigsførelse er Visby-Klassen udstyret med en ASW-127mm-antiubådsmortér, dybdebomber samt torpedoer. Klassen er udrustet med 40 cm torpedorør til type 45 antiubådstorpedoer.
Visby-klassen er udrustet med en Bofors 57mm 70 SAK Mark III automatkanon. Denne kanon har en fuldautomatisk ladefunktion og har en kapacitet på 120 skud før genopladning. Den er i stand til at affyre 220 skud i minuttet på en afstand på 17 kilometer.
Til minesøgning benytter Visby-klassen sig af undervands ROV. Seafox ROV'er til minesøgning og minerydnings-ROV'er der er en videreudvikling af Double Eagle Mk III som bruges i Søværnet. Desuden er korvetterne udrustet med computersystemet Hydra Multi-Sonar fra firmaet Computing Devices Canada (CDC). Dette computersystem er i stand til at kombinere data fra den passive slæbesonar, VDS'en, den skrogmonterede sonar samt ROV'en.

## Sensorer
Klassen er udstyret med en Ericsson Sea Giraffe AMB 3D C-bånds multifunktionsradar som giver luft- og overfladevarsling såvel som måludpegnng for våbensystemerne. Det udnytter 3D Agile-multibeam teknologien og kan holde adskillelige trusler i en radius på 20 km og i en stigning på op til 70°. Radarantennen har en rotationshastighed på 30 omdrejninger i minuttet for opklaring og 60 omdrejninger i minuttet for luftforsvar. Visby-klassen råder derudover også over en navigatiosradar samt en dedikeret ildledelsesradar.
Skibenes softkill system består af Rheinmetalls MASS-system (Multi Ammunition Softkill System). Det er forbundet til skibenes sensorer og beskytter det mod antiskibsmissiler ved at affyre projektiler der er i stand til at operere i alle relevante båndbredder i det elektromagnetiske spektrum (ultraviolet, elektrooptisk, laser, infrarød samt radar).

## Fremtid
Da den svenske sikkerhedspolitik indtil nu kun har omfattet beskyttelse af deres egne kystnære farvande er Visby-klassen primært designet til operationer i disse farvande. Den eller meget innovative skibstype mangler derfor et vigtigt oceangående element. Der er flere fremtidige udfordringer for udviklerne: Det svenske forsvar undergår, ligesom i Danmark, en udvikling mod et mere internationalt deployerbart forsvar, samtidigt med sikkerhedspolitiken ændres til et mere aktivt engagement i international krisestyring. På verdensmarkedet har man udvist en stor interesse i stealthskibe i mellemklassen, der samtidig er i stand til at blive indsat overalt på kloden. Derfor er producenten Kockums i samarbejde med sit moderselskab ThyssenKrupp Marine Systems i gang med at udvikle et koncept der tilgodeser disse udfordringer.
Dette koncept er officielt benævnt Visby Plus og udgør i øjeblikket en model der skal være af kulfiberskrog i samme størrelsesorden som den tyske Braunschweig-klasse, Man påtænker den skal blive omkring 1.500 tons, 88 meter lang og med 71 mands besætning. Det er udrustet med et fremdivningssystem der består af fire dieselmotorer der driver lige så mange waterjets i stedet for konventionelle skruer. Den vil også blive udstyret med en helipad og vil blive designet til at udføre overfladekrigsførelse, luftforsvar, antiubådskrigsførelse samt regulær patruljetjeneste. For at kunne omsætte dette koncept til et reelt skib kræver det et tæt samarbejde mellem de to koncerner, hvor Kockums vil stå for selve skibet mens moderselskabet vil stå for udrustningen samt de tekniske detaljer.

## Skibe i klassen
| Pennant | Navn        | Kølen lagt       | Søsat             | Indgået           | Navngivet af                               | Skæbne           | Kaldesignal |
| ------- | ----------- | ---------------- | ----------------- | ----------------- | ------------------------------------------ | ---------------- | ----------- |
| K31     | Visby       | 17. februar 1997 | 8. juni 2000      | 17. december 2012 | Kong Carl XVI Gustaf                       | I tjeneste       | SMLD        |
| K32     | Helsingborg | -                | 27. juni 2003     | 16. december 2009 | Forsvarsminister Leni Björklund            | I tjeneste       | SMLG        |
| K33     | Härnösand   | -                | 16. december 2004 | 16. december 2009 | Kronprinsesse Victoria                     | I tjeneste       | SMLI        |
| K34     | Nyköping    | -                | 18 augusti 2005   | 17. december 2012 | Formand for Riksdagen Björn Von Sydow      | I tjeneste       | SMLK        |
| K35     | Karlstad    | -                | 24 augusti 2006.  | -                 | Generaldirektør i forsvaret Marie Hafström | Under udrustning | SMLO        |